# Digitales Landschaftsmodell
Ein Digitales Landschaftsmodell (DLM) ist ein numerisches Modell der Landschaft. Es beinhaltet alle topographischen Objekte. Es besteht in der Regel aus einem zweidimensionalen Situationsmodell und einem zweieinhalbdimensionalen Geländemodell (DGM).

## ATKIS
Das ATKIS-DLM ist im eigentlichen Sinne nur ein digitales Situationsmodell. Das Gelände ist nur in Form von Grundrissinformationen modelliert. Das ATKIS-DGM wird vom DLM unabhängig erstellt und ist somit nicht konsistent mit dem Landschaftsmodell.

### Basis-DLM
Das digitale Landschaftsmodell mit dem höchsten Detailgrad ist das maßstabslose Basis-DLM. In ihm wird die Landschaft systematisch nach Objektarten und zugehörigen beschreibenden Informationen strukturiert. Im Rahmen der Modellgenauigkeit ist es vollständig, längentreu und kartografisch nicht generalisiert. Der Inhalt des Basis-DLM orientiert sich an der Topografischen Karte 1:25000 und ist in einem Objektkatalog festgelegt. Als geometrische Erfassungsgrundlage dient die Deutsche Grundkarte 1:5.000 (in den alten Bundesländern), die Topographische Karte 1:10.000, Ausgabe Staat (neue Bundesländer), Orthofotos 1:5.000 und photogrammetrische Stereobildauswertungen. Das in mehreren Realisierungsstufen entstehende Basis-DLM baut geometrisch auf einer mindestens mit einer Genauigkeit von drei Metern vorliegenden linienhaften Basisstruktur der Landschaft in Form von Straßen, Wegen, Eisenbahnen, Gewässern und Grenzen auf. Die flächenhaften Anteile der Landschaft – Wohnbauflächen, Industrie- und Gewerbeflächen, Grünland, Wald u. a. – sind entsprechend ihrer Nutzung großflächig erfasst und beschrieben.
In einer dritten Realisierungsstufe wird dieser Datenbestand ständig fortgeführt und um zusätzliche Objektarten erweitert.
Die Anwendungsmöglichkeiten des Basis-DLM sind vielfältig. Die Daten werden z. B. genutzt:
- zum Aufbau von Fachinformationssystemen,
- zur Ortung und Navigation,
- für die Herstellung digitaler und analoger topographischer Karten,
- für raumbezogene Auskunftssysteme und
- zur Unterstützung von Marketingaufgaben.

### Weitere Maßstäbe
- DLM 50 (1:50.000)
- DLM 250 (1:250.000)
- DLM 1000 (1:1.000.000)